# Carl Robert Jakobson
Carl Robert Jakobson (Tartu, 26 luglio 1841 – San Pietroburgo, 19 marzo 1882) è stato uno scrittore, politico e giornalista estone.
Era una delle persone più importanti del risveglio nazionale estone nella seconda metà del XIX secolo.

## Biografia
Dal 1860 al 1880, il Governorato di Livonia era guidato da un governo moderato dominato dalla nobiltà. Jakobson diventò il leader dell'ala radicale, che richiedeva ampie riforme in Livonia. Fu il responsabile del programma economico-politico del movimento nazionale estone.
Nel 1878, Jakobson istituì il giornale estone Sakala. Il documento diventò molto rapidamente un promotore vitale del risveglio culturale. Ebbe anche un ruolo centrale nella creazione della Society of Estonian Literati, che era un'associazione estone influente nella seconda metà del XIX secolo.
Carl Robert Jakobson fu anche raffigurato sulla banconota da 500 corone.

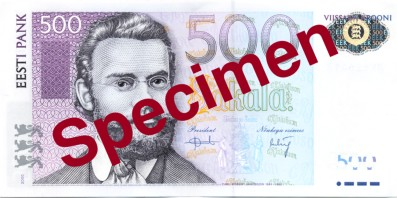
Carl Robert Jakobson raffigurato nella banconota da 500 corone, Repubblica Socialista Sovietica Estone

Il missionario Eduard Magnus Jakobson era suo fratello minore.